# Lamprospilus albolineatus
Lamprospilus albolineatus is een vlinder uit de familie van de Lycaenidae. De wetenschappelijke naam van de soort werd als Thecla albolineata in 1936 gepubliceerd door Lathy.